# Eishockey-Europapokal 1971/72
Der Eishockey-Europapokal in der Saison 1971/72 war die siebte Austragung des gleichnamigen Wettbewerbs durch die Internationale Eishockey-Föderation IIHF. Der Wettbewerb begann im September 1971; das Finale wurde im November und Dezember 1972 ausgespielt. Insgesamt nahmen 16 Mannschaften teil. Der ZSKA Moskau verteidigte zum dritten Mal in Folge den Titel.

## Modus und Teilnehmer
Die Landesmeister des Spieljahres 1970/71 der europäischen Mitglieder der IIHF waren für den Wettbewerb qualifiziert. Der Wettbewerb wurde im K.-o.-System in Hin- und Rückspiel ausgetragen. Der Titelverteidiger ZSKA Moskau sowie der tschechoslowakische Meister ASD Dukla Jihlava waren dabei für das Halbfinale gesetzt.
| - SG Cortina d’Ampezzo - EC Klagenfurter AC - Tilburg Trappers - EV Füssen - Chamonix Hockey Club - HC La Chaux-de-Fonds - Vålerenga IF Oslo - Ferencváros Budapest | - ZSKA Sofia - Podhale Nowy Targ - HK Jesenice - SG Dynamo Weißwasser - Brynäs IF Gävle (gesetzt für die 2. Runde) - Ässät Pori (gesetzt für die 2. Runde) - ASD Dukla Jihlava (gesetzt für das Halbfinale) - ZSKA Moskau (Titelverteidiger; gesetzt für das Halbfinale) |

## Turnier

### 1. Runde
Die Spiele fanden im September und Oktober 1971 statt.
|                      |                      | Gesamt               | 1. Spiel             | 2. Spiel             |
| -------------------- | -------------------- | -------------------- | -------------------- | -------------------- |
| SG Dynamo Weißwasser | ZSKA Sofia           | 15:3                 | 9:0                  | 6:3                  |
| SG Cortina d’Ampezzo | HC La Chaux-de-Fonds | 3:4                  | 1:3                  | 2:11                 |
| HK Jesenice          | EC Klagenfurter AC   | 9:7                  | 5:4                  | 4:3                  |
| Podhale Nowy Targ    | Vålerenga IF Oslo    | 14:6                 | 5:3                  | 9:3                  |
| Tilburg Trappers     | Ferencváros Budapest | 16:9                 | 4:6                  | 12:32 3              |
| EV Füssen            | Chamonix Hockey Club | Chamonix verzichtete | Chamonix verzichtete | Chamonix verzichtete |

1Spieltermine: 30. August und 4. September 1971

2Spieltermine: 1. und 4. Oktober 1971

3Beide Spiele in Tilburg
Ein Freilos für die erste Runde erhielten  Brynäs IF Gävle und  Ässät Pori.

### 2. Runde
Die Spiele fanden im Oktober und November 1971 statt.
|                      |                 | Gesamt           | 1. Spiel         | 2. Spiel         |
| -------------------- | --------------- | ---------------- | ---------------- | ---------------- |
| Tilburg Trappers     | EV Füssen       | 4:18             | 2:5              | 2:13             |
| HC La Chaux-de-Fonds | Brynäs IF Gävle | 1:10             | 1:3              | 0:71             |
| SG Dynamo Weißwasser | HK Jesenice     | 17:5             | 8:0              | 9:5              |
| Podhale Nowy Targ    | Ässät Pori      | Pori verzichtete | Pori verzichtete | Pori verzichtete |

1Spieltermine: 12. Oktober und 4. November 1971

### 3. Runde
|                      |                   | Gesamt | 1. Spiel | 2. Spiel |
| -------------------- | ----------------- | ------ | -------- | -------- |
| Brynäs IF Gävle      | EV Füssen         | 18:0   | 13:0     | 5:0      |
| SG Dynamo Weißwasser | Podhale Nowy Targ | 19:3   | 10:0     | 9:3      |

Ein Freilos für die dritte Runde erhielten  ASD Dukla Jihlava und  ZSKA Moskau.

### Halbfinale
|                      |                   | Gesamt | 1. Spiel | 2. Spiel |
| -------------------- | ----------------- | ------ | -------- | -------- |
| Brynäs IF Gävle      | ASD Dukla Jihlava | 13:6   | 7:4      | 6:21     |
| SG Dynamo Weißwasser | ZSKA Moskau       | 5:17   | 1:112    | 4:63     |

1Spieltermine: 21. September und 1. Oktober 1972

2in Ost-Berlin

3Spieltermine: 8. August und 29. Oktober 1972

### Finale
| 29. November 1972 | Brynäs IF Gävle Jan-Erik Lyck (12:18) Lars-Göran Nilsson (28:42) | 2:8 (1:1, 1:3, 0:4) | ZSKA Moskau Anatoli Firsow (13:42) Waleri Charlamow (20:30) Wladimir Petrow (22:51) Juri Blinow (25:34) Sergei Glasow (47:00) Boris Michailow (49:30) Wladimir Wikulow (51:28) Boris Michailow (57:26) | Gavlerinken, Gävle Zuschauer: 7.500 |

| 5. Dezember 1972 | ZSKA Moskau Wladimir Petrow (2:46) Wladimir Petrow (7:42) Anatoli Firsow (30:22) Wladimir Petrow (31:15) Wiktor Kuskin (45:36) Wladimir Trunow (46:21) Sergei Glasow (46:57) Jewgeni Mischakow (50:37) | 8:3 (2:1, 2:2, 4:0) | Brynäs IF Gävle Tord Lundström (19:34) Lars-Göran Nilsson (28:24) Håkan Wickberg (38:10) | Lenin-Sportpalast, Moskau Zuschauer: 14.000 |

## Siegermannschaft
| Europapokalsieger ZSKA Moskau | Torhüter: Wladislaw Tretjak Verteidiger: Juri Blochin, Alexander Gussew, Wiktor Kuskin, Wladimir Luttschenko, Alexander Ragulin, Alexei Woltschenkow, Gennadi Zygankow Angreifer: Juri Blinow, Waleri Charlamow, Anatoli Firsow, Sergei Glasow, Boris Michailow, Jewgeni Mischakow, Wladimir Petrow, Wladimir Popow, Wladimir Trunow, Wladimir Wikulow, Alexander Woltschkow Trainerstab: Anatoli Tarassow, Konstantin Loktew |